# Luhivka, Velîka Pîsarivka
Luhivka (în ucraineană Лугівка) este un sat în comuna Popivka din raionul Velîka Pîsarivka, regiunea Sumî, Ucraina.

## Demografie
Componența lingvistică a localității Luhivka
     Rusă (54,44%)
     Ucraineană (44,42%)
Conform recensământului din 2001, majoritatea populației localității Luhivka era vorbitoare de rusă (54,44%), existând în minoritate și vorbitori de ucraineană (44,42%).